# John Souttar
 John Souttar  (Aberdeen, Escocia, 25 de septiembre de 1996) es un futbolista escocés. Juega de defensa y su equipo es el Rangers F. C. de la Scottish Premiership.
Es hermano del también futbolista Harry Souttar.

## Selección nacional
Ha sido internacional, tanto en categorías inferiores como absoluta, con Escocia.

## Clubes
| Club                      | País    | Año       |
| ------------------------- | ------- | --------- |
| Dundee United F. C.       | Escocia | 2013-2016 |
| Heart of Midlothian F. C. | Escocia | 2016-2022 |
| Rangers F. C.             | Escocia | 2022-     |

## Palmarés

### Títulos nacionales
| Título                     | Club          | País    | Año     |
| -------------------------- | ------------- | ------- | ------- |
| Copa de la Liga de Escocia | Rangers F. C. | Escocia | 2023-24 |